# Kampen for Tilværelsen
Kampen for Tilværelsen er en amerikansk stumfilm fra 1918 af George Melford.

## Medvirkende
- Wallace Reid - Van Twiller Yard
- Ann Little - Svea Nord
- Theodore Roberts - John Beaumont
- Raymond Hatton - Pop Sprowl
- James Cruze - Langlois